# Kostanai
Kostanay o Qostanai (kazakh: Қостанай; Qostanai  escoltar (?·pàg.), rus: Костанай) és una ciutat situada al riu Tobol al nord del Kazakhstan. Kostanai és el centre administratiu de la regió de Kostanai. A partir del 24 de març de 2022, el governador de la ciutat és Marat Zhundubayev.

## Història
Kostanai va ser fundada per colons russos el 1879 i batejada Nikolaevsk, en honor del tsar Nicolau II. L'any 1888, la població comptava amb més de 3.000 habitants implicats en la construcció d'un molí i una fàbrica de cervesa, que encara estan en funcionament. El 1893, Kostanai va rebre l'estatus de ciutat. L'Exèrcit Roig va prendre el control el 1918 i va canviar el nom de la ciutat pel de Kostanao. La província de Kostanai es va establir el 1936 amb el seu centre administratiu a Kostanai. Sis anys després de la caiguda de la Unió Soviètica, Kazakhstan la va rebatejar com a Kostanai. L'any 2009, la població de la ciutat era 214.916 habitants.

## Localització geogràfica
La ciutat es troba a la zona estepa al nord de l'altiplà de Turgay, a la part sud-est de la plana de Sibèria Occidental, al riu Tobol, a 571 km al nord-oest de la ciutat d'Astanà (704 km al llarg de la carretera). La ciutat més propera amb almenys un milió d'habitants és Txeliàbinsk a Rússia, situada a 260 km al nord-oest de Kostanai.

## Institucions públiques
A Kostanai, hi ha cinc institucions d'educació superior. També hi ha 22 instituts, que formen més de 12.200 estudiants. La xarxa estatal de cultura inclou 381 biblioteques, 201 establiments de clubs, 8 museus i 2 teatres. Les instal·lacions esportives inclouen 2 pavellons esportius, 26 estadis, 10 complexos esportius i 567 pavellons esportius.

## Clima
Kostanay té un clima continental humit d'estiu càlid (classificació climàtica de Köppen: Dfb), amb estius molt càlids i secs i hiverns freds i nevats. La temperatura mitjana de juliol és 20,9|°C i al gener 14,5 °C, encara que són característics els canvis bruscos de temperatura durant el dia. La velocitat mitjana del vent és de 3,2 m/s, principalment del sud a l'hivern i del nord a l'estiu. La mitjana de precipitació és d'uns 335 mm amb un màxim d'estiu. La humitat mitjana anual és del 71 per cent i la temporada de creixement té una mitjana d'uns 170 dies.

## Cultura

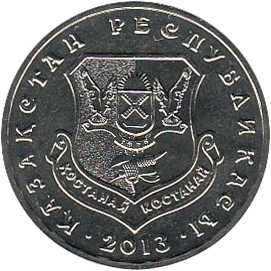
Monedeu amb Kostanai

Kostanai té un ric patrimoni històric i cultural. El centre regional inclou una mesquita sunnita, l'edifici de l'Administració Regional, la Universitat Estatal de Kostanai, el Museu Regional Memorial de Kostanai d’Altinsarin, el Teatre Dramàtic Kazakh, la Plaça Central i una estació de ferrocarril. Els monuments històrics inclouen el monument Ibyrai Altinsarin, el monument Akhmet Baitursinov, un monument dedicat a les víctimes de la Segona Guerra Mundial, el mur d'execució (on els oficials de l'exèrcit d’Aleksandr Koltxak van ser executats per soldats de l'Exèrcit Roig) i el monument d'Aleksandr Puixkin.
La ciutat compta amb 173 monuments d'importància històrica i cultural. D'aquests, 3 són d'importància republicana, 48 locals, 25 obeliscs i busts i 97 plaques commemoratives.

## Transport

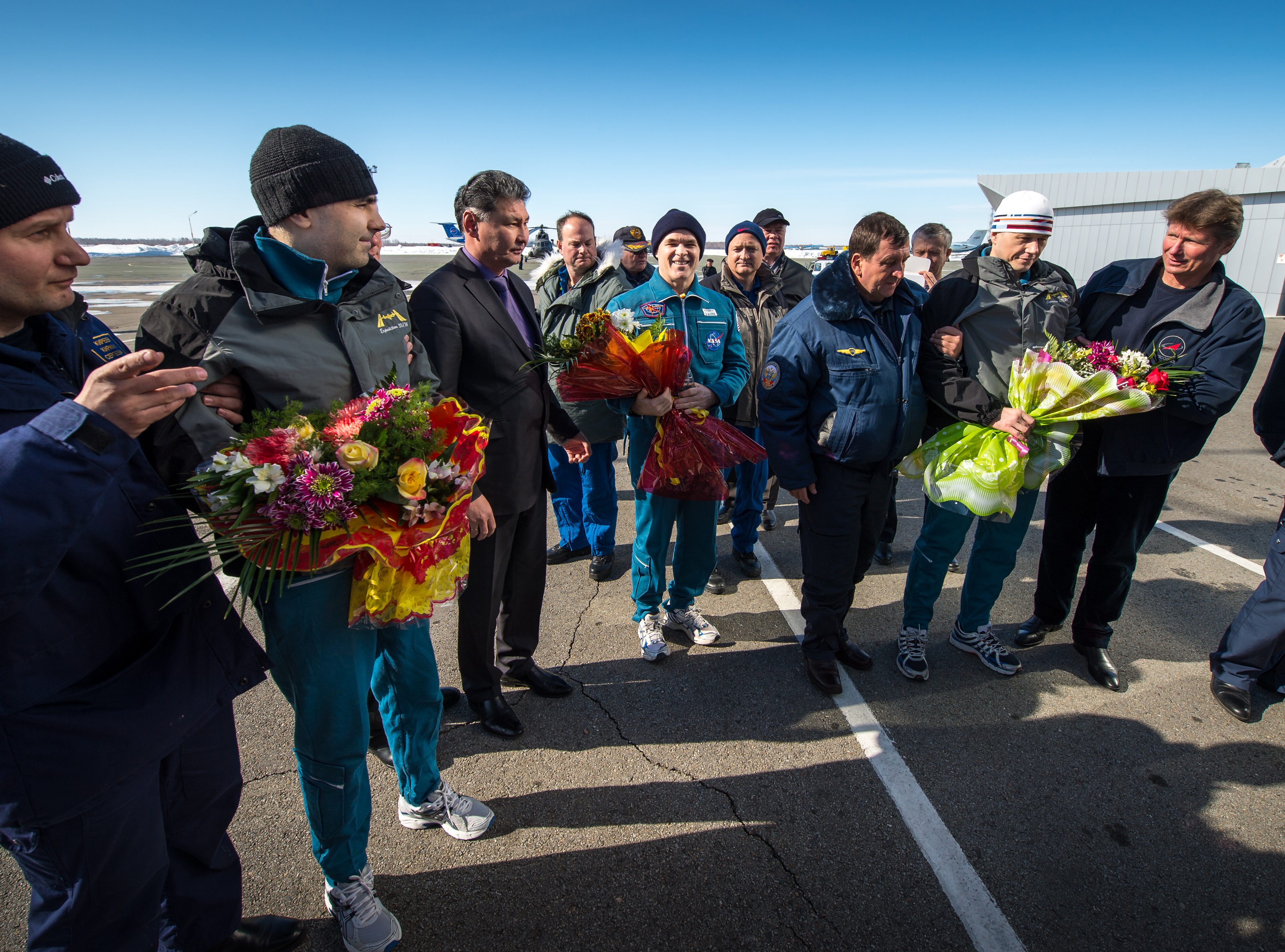
Els membres de la tripulació de la Soiuz TMA-06M són rebuts a l'aeroport de Kostanai

Kostanai està connectat per carretera amb les següents ciutats de Rússia: Txeliàbinsk, Magnitogorsk, Troitsk, Iekaterinburg, Kurgan i Tiumén. També està connectat amb Kokxetau, Astanà i Almati al Kazakhstan. Cinquanta-tres estacions de ferrocarril transporten passatgers i càrrega des de la ciutat. El petroli es lliura per ferrocarril des de Rússia, així com les refineries de petroli al Kazakhstan.
L'aeroport internacional de Kostanai gestiona vols comuns i xàrter a moltes ciutats del Kazakhstan, les antigues repúbliques soviètiques, Alemanya (Frankfurt i Hannover), els Emirats Àrabs Units, Turquia i altres països. L'aeroport també funciona com a port d'entrada local i punt de control duaner.

## Esport
Kostanai és la seu del club de futbol FC Tobol, amb seu a l’estadi central de Kostanai, que participa a la Lliga kazakh de futbol. Kostanai també té un equip de bàsquet, el BK Tobol Kostanai, que participa a la Copa de bàsquet de Kazakhstan. La ciutat té una pista de gel per a esports d'hivern, i el 2016, un equip va participar al campionat nacional de bandy a Khromtau per a jugadors júniors nascuts el 1999-2000.

## Persones notables
- Syrbai Maulenov (1922–1993), poeta kazakh

## Ciutats agermanades
Kostanai està agermanada amb:
- Kirklees, Anglaterra